# Романовка (платформа)
Рома́новка — платформа Ириновского направления Октябрьской железной дороги на 19-м километре линии Пискарёвка — Ладожское Озеро. Расположена на однопутном участке Мельничный Ручей — Ладожское Озеро, между станцией Мельничный Ручей и платформой Корнево, во Всеволожском районе Ленинградской области.

РОМАНОВКА — станция Ириновской жел. дороги 1 двор, 5 м. п., 3 ж. п., всего 8 чел.(1896 год)

Электрифицирована в 1966 году. Имеет одну высокую боковую платформу с бетонным навесом от осадков, расположенную с левой стороны пути, и кассовый павильон. К югу от платформы расположен железнодорожный переезд. В полутора километрах севернее платформы расположен одноимённый посёлок. На платформе останавливаются все проходящие через неё пригородные электропоезда.

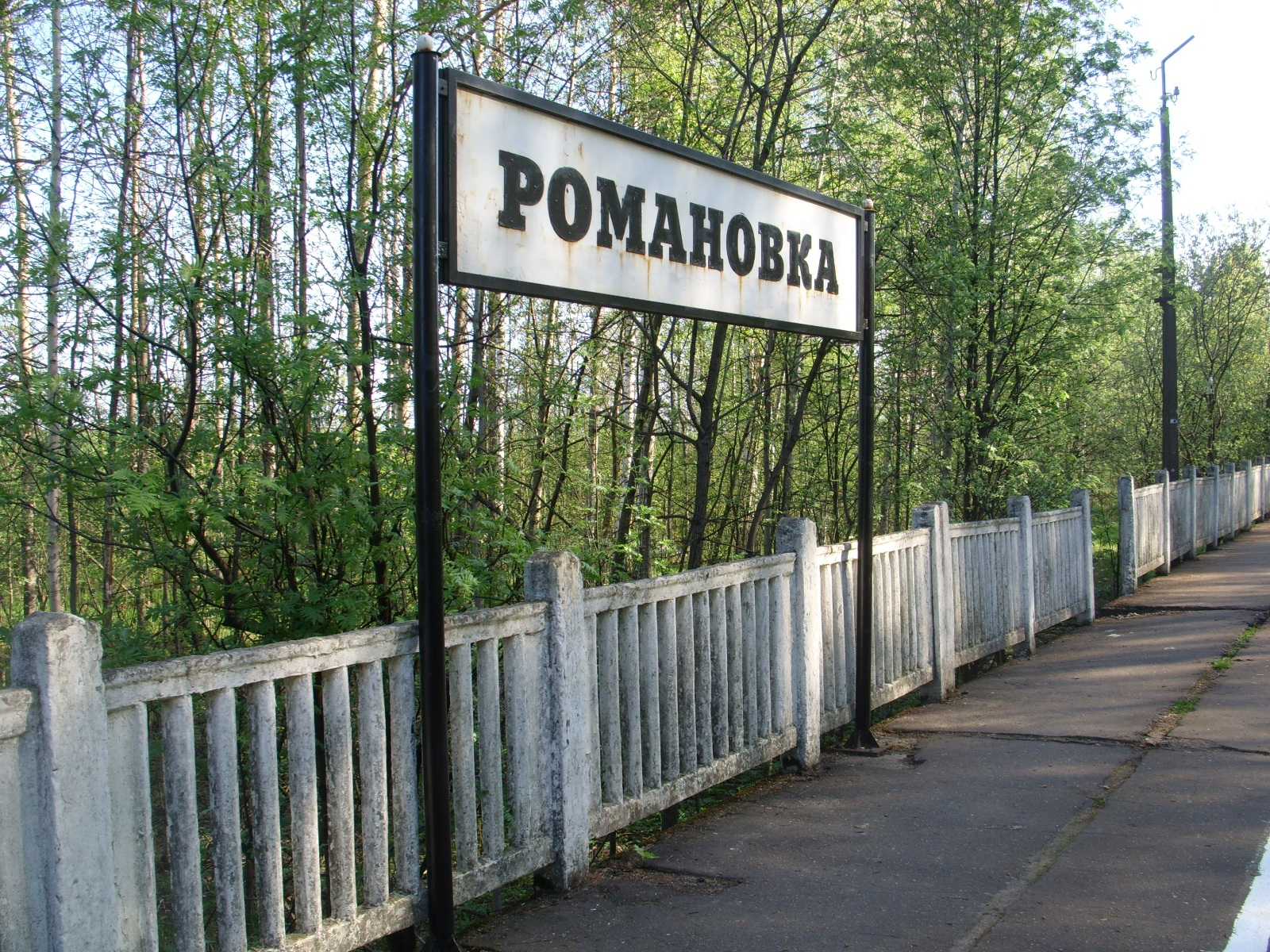
Указатель с названием платформы